# Gratentour
 Grantentour  es una localidad y comuna de Francia, en la región de Mediodía-Pirineos, departamento de Alto Garona, en el distrito de Toulouse y cantón de Fronton.
Está integrada en la Communauté de communes Hers et Garonne.

## Demografía
| 388 | 646 | 924 | 1574 | 2518 | 3035 |
| Para los censos de 1962 a 1999 la población legal corresponde a la población sin duplicidades (Fuente: INSEE [Consultar]) |     |     |      |      |      |

Su población en el censo de 1999 era de 3.035 habitantes. Forma parte de la aglomeración urbana (agglomèration urbaine ) de Toulouse.

## Monumentos

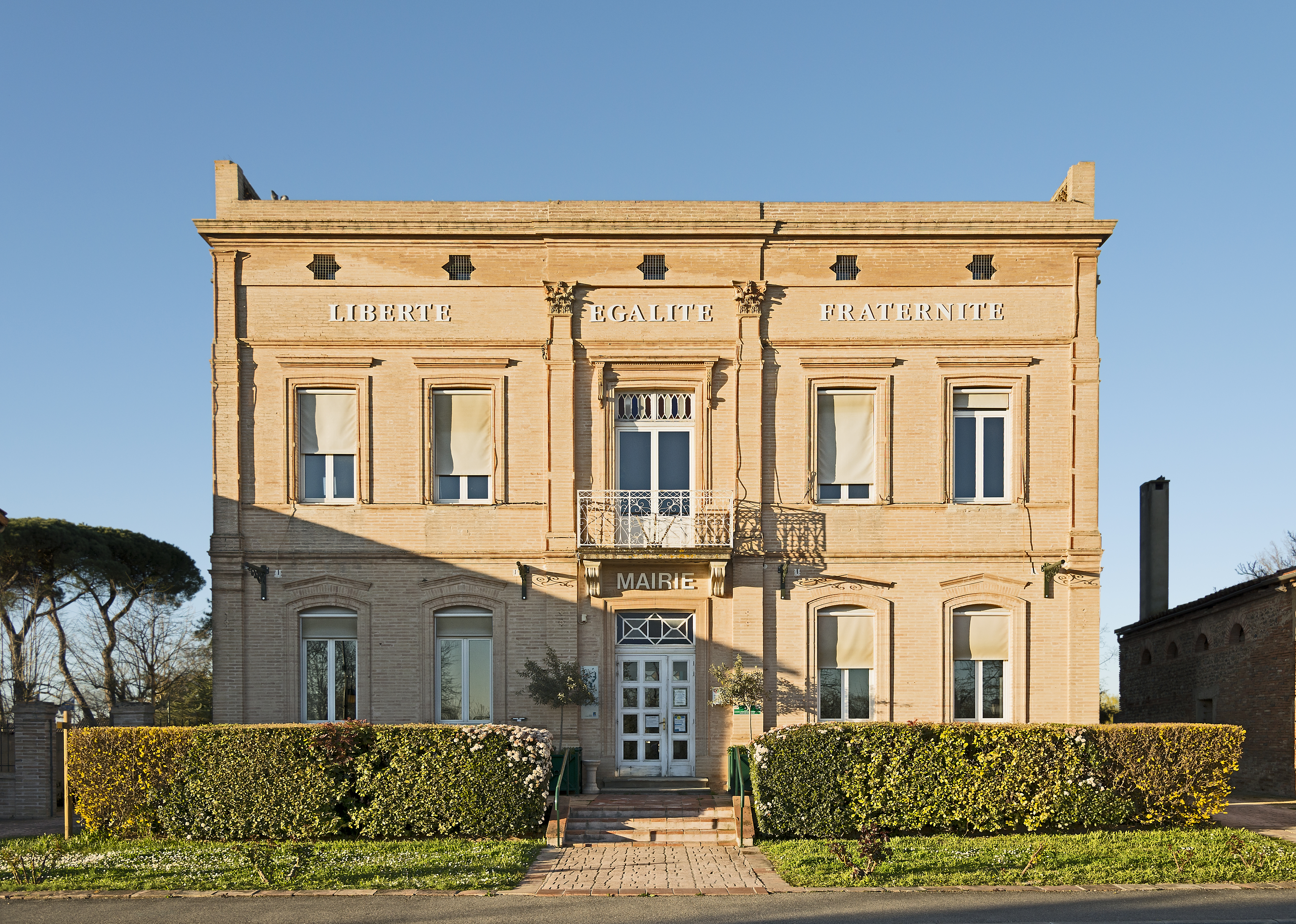
El ayuntamiento.
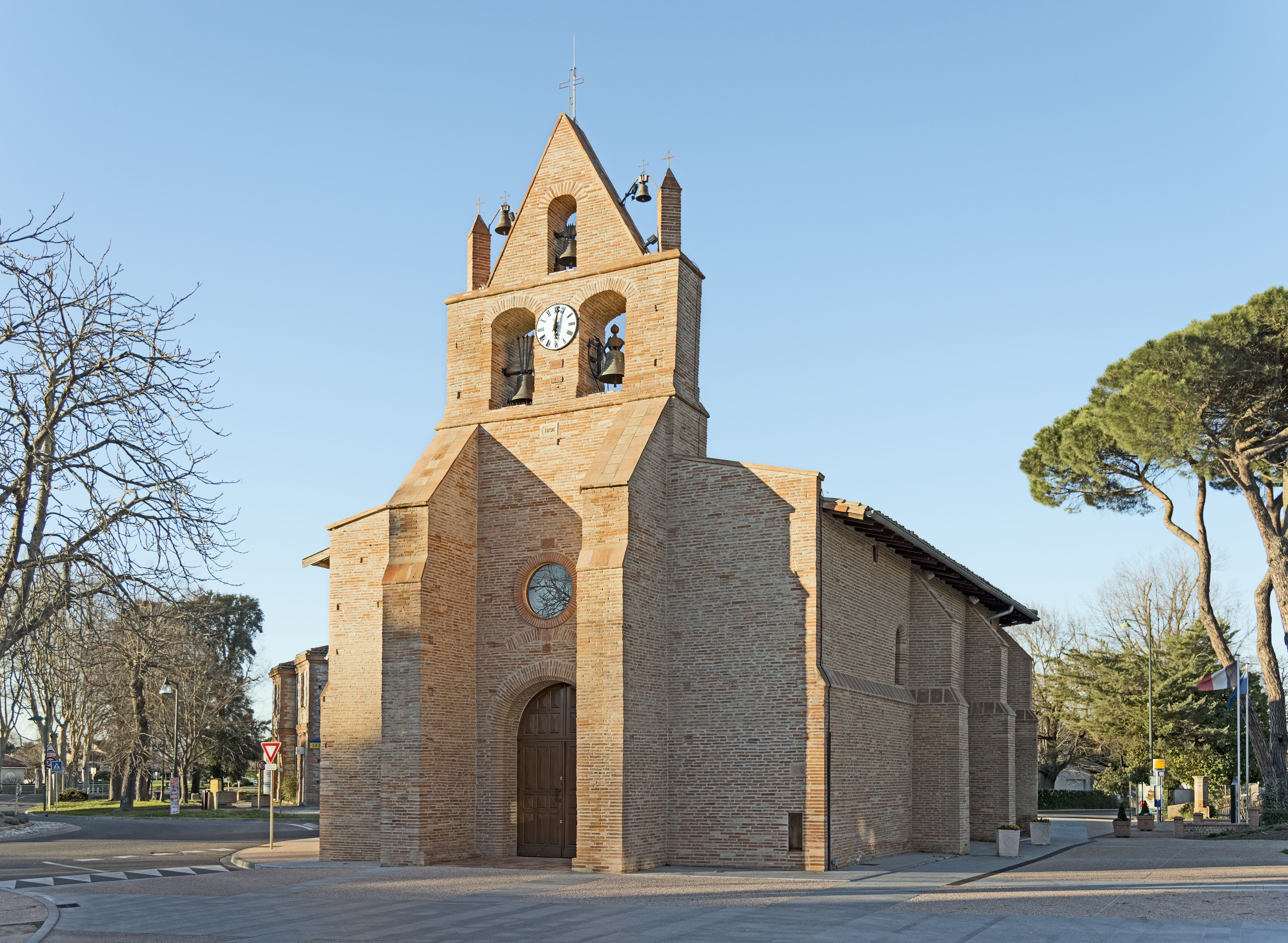
Iglesia Sainte Quitterie.
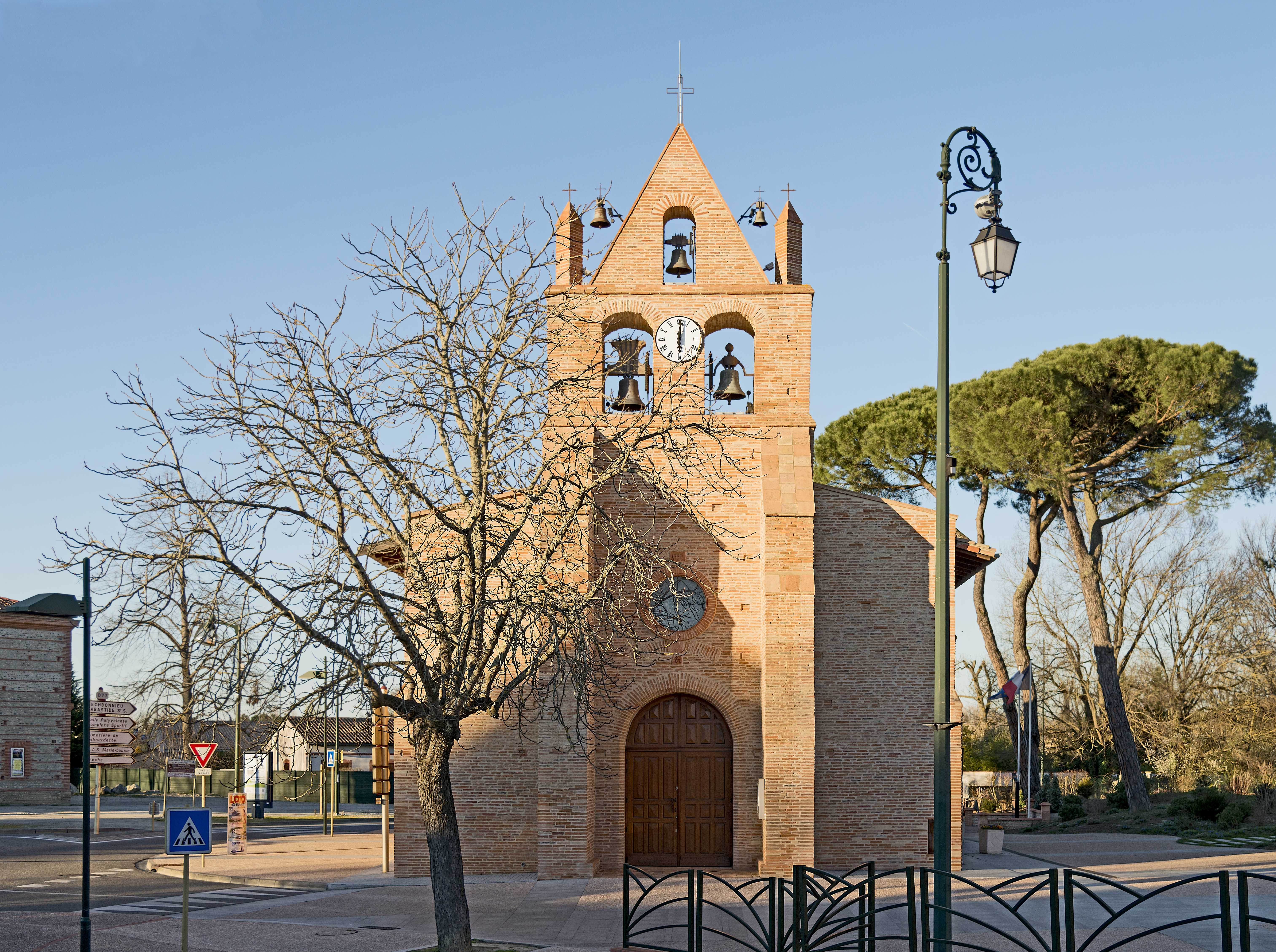
Iglesia Sainte Quitterie.